# Pietro Gelalich
Pietro Gelalich ou Petar Želalić  (vers 1731, Kotor - 10 décembre 1811, Senglea) est un corsaire d’origine dalmate, actif à Malte à la fin du XVIIIe siècle. Il dirige la mutinerie du vaisseau amiral turc La Couronne Ottomane en 1760 avant de s'illustrer dans la dernière période du Corso maltais jusqu'en 1798.

## Origine
Il est originaire des Bouches de Kotor,, en Dalmatie. Son nom est une transcription du patronyme croate Želalić.

## La mutinerie de laCouronne Ottomane

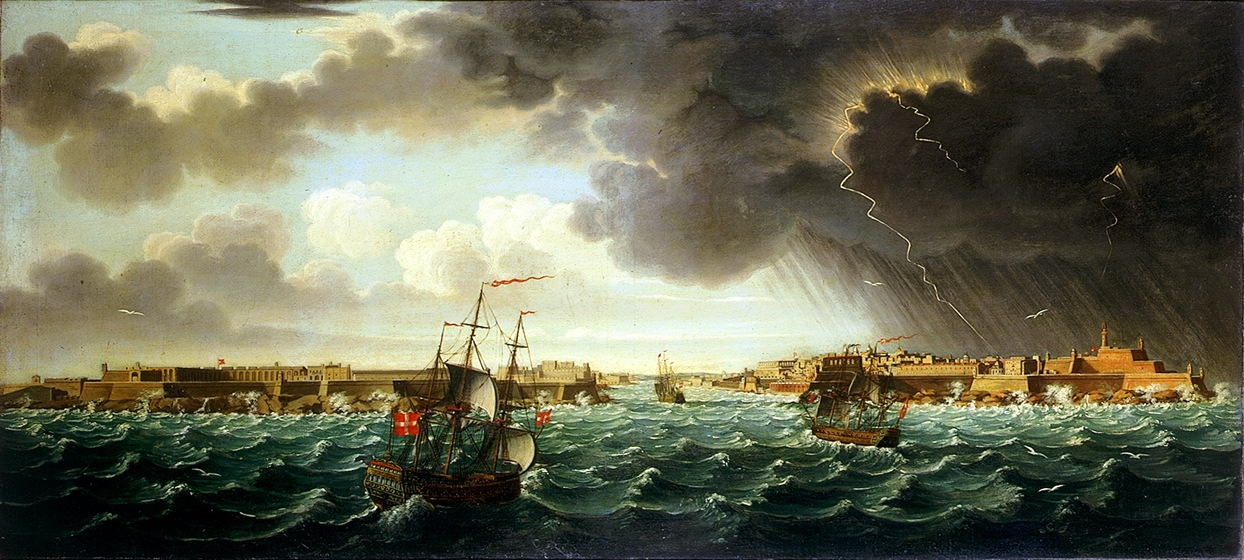
Port de La Valette sous l'orage, vers 1750

En 1760, Pietro Gelalich est un esclave faisant partie de la chiourme de la Couronne Ottomane, le navire amiral de la flotte ottomane. Le navire part en juin 1760 pour une tournée de récoltes d'impôts, avec à son bord le grand amiral ottoman (Capitan pacha). Ils s'arrêtent à Kos le 19 septembre 1760 pour la prière du vendredi. L'amiral et la plupart des soldats descendent à terre ; c'est l'occasion que les esclaves chrétiens attendent pour se mutiner et prendre le contrôle du navire. Sous la direction de Gelalich, les insurgés parviennent à échapper aux marins turcs et à leurs poursuivants. Le navire arrive en triomphe dans le port de La Valette le 6 octobre 1760. Le riche butin est partagé entre les mutins et ils décident d'offrir le navire à l'ordre de Saint-Jean de Jérusalem à Malte qui les accueille comme des héros.

## Le corsaire
Mais la liberté et la richesse ne suffisent pas au bouillant Dalmate qui continue sa vie aventureuse. Il est d'abord admis au sein de l'Ordre de Malte comme frère servant d'armes et commande une galiote de l'Ordre en 1764. Puis il se met à son compte, obtient une patente, achète son brigantin en 1768 et continue la course à son propre profit.
Ses expéditions semblent avoir eu des fortunes diverses. Les documents consulaires nous donnent quelques indications sur son activité :
- Le 6 septembre 1778, il importune les autorités françaises car il a capturé quatre marins musulmans qui travaillaient sur un navire affrété par les autorités françaises pour un transport entre Lattaquié et Chypre. Le pacha de Syrie menace alors les français de Lattaquié et le consulat doit verser une pension aux familles des marins. Le consul français est furieux contre Gelalich : de l'argent à sortir d'une caisse vide, du manque de considération sur le passeport chypriote des marins, et de la promesse non tenue par Gelalich de rendre les marins[7] !
- Le 3 juin 1781 il est à Lampedusa sur sa galiote et part avec Giasone Cumbi, un autre corsaire, pour une expédition vers les Barbaresques. Mais il doit y avoir du grabuge car le 2 juillet, trois corsaires maltais dont Gelalich se répartissent les membres de l'équipage du navire de Cumbi qui a brûlé[6].
- Le 11 août 1781, le Comte de Saint-Priest, ambassadeur de France à Constantinople, écrit à son homologue à Malte et demande des sanctions au Grand Maître contre Gelalich qui a capturé un agent français[7]. En 1786 pour cette affaire ou une semblable, Gelalich doit finalement rembourser les frais aux Français[7].
- En 1786, il capture entre Constantinople et Salonique un turc de 28 ans nommé Sari Gueulli Hagi Osman dont la famille demande le rachat[7].
- En janvier 1788, le pacha de Crète demande à payer la rançon pour un Tartare nommé Ali que Gelalich a capturé[7].
- Le 6 octobre 1788, la demi-galère de Gelalich est poursuivie pendant 12 heures par cinq galiotes barbaresques[8].

## Personnalité
Les témoignages décrivent un forban haut-en-couleur, faisant autant parler de lui à terre dans les tavernes que sur les mers. L'inquisiteur maltais surveille de près Gelalich comme les autres corsaires, se méfiant de ces individus sauvages et libérés des règles judiciaires et religieuses. 
Il est ainsi rapporté à l'inquisition que, si les prises tardaient trop, Gelalich faisait monter sur le pont supérieure le portrait de Saint Nicolas, le patron des marins, et menaçait de lui cracher dessus si le saint ne l'aidait pas à capturer quelque navire. Plus grave encore pour l'inquisition, il fut suspecté de sodomie avec un jeune matelot nommé Marco, qu'il avait rossé une fois pour l'avoir surpris à flirter avec un autre marin. Mais le comble fut peut-être d'avoir été surpris à manger de la viande un Vendredi saint à la grande horreur de sa servante, de son mari et d'un collègue corsaire. Blasphémateur, sodomite et mangeur de viande un Vendredi saint... de quoi troubler les pouvoirs religieux de l'île, même s'il ne semble pas avoir été particulièrement inquiété.

## Fin de carrière
Il termine brutalement carrière en 1795, après la mutinerie de son équipage qui s'attribue le butin. Il se retire ensuite dans l'aisance et le respect général.
Pietro Gelalich meurt le 10 décembre 1811 à Senglea (L-Isla). Il est enterré à Il-Birgu dans l'église de l'Assomption. Son tombeau et l'église sont malheureusement détruits pendant les bombardements de la Seconde Guerre mondiale.